# Тім Бьєркстрем
Тім Денні Бьєркстрем  (швед. Tim Denny Björkström, нар. 8 січня 1991, Тиреше, Швеція) — шведський футболіст, захисник клубу «Сіріус».

## Клубна кар'єра
Народився 8 січня 1991 року в комуні Тиреше. Вихованець юнацької команди футбольного клубу «Броммапойкарна».
Першим професійним клубом став «Броммапойкарна», після підписання контракту з яким відправився в оренду до «Грондальса» у 2008 році.
2009 року повернувся до клубу «Броммапойкарна». Цього разу провів у складі його команди п'ять сезонів. Більшість часу був основним гравцем захисту команди.
З 2015 року один сезон захищав кольори команди клубу «Юргорден». Граючи у складі «Юргордена» також здебільшого виходив на поле в основному складі команди.
До складу клубу «Естерсунд» приєднався на правах оренди 31 березня 2017 року. Відіграв за команду з Естерсунда 11 матчів в національному чемпіонаті.
2018 року перейшов до складу клубу «Сіріус».

## Виступи за збірні
2006 року дебютував у складі юнацької збірної Швеції, взяв участь у 30 іграх на юнацькому рівні, відзначившись 2 забитими голами.
2011 року залучався до складу молодіжної збірної Швеції. На молодіжному рівні зіграв у 2 офіційних матчах.